# Lucious Harris
Lucious H. Harris jr. (Los Angeles, 18 dicembre 1970) è un ex cestista statunitense, professionista nella NBA.

## Carriera
È stato selezionato dai Dallas Mavericks al secondo giro del Draft NBA 1993 (28ª scelta assoluta).

## Statistiche

### College
| Anno      | Squadra          | PG  | PT | MP   | TC%  | 3P%  | TL%  | RP  | AP  | PRP | SP  | PP   |
| --------- | ---------------- | --- | -- | ---- | ---- | ---- | ---- | --- | --- | --- | --- | ---- |
| 1989-1990 | Long Beach 49ers | 32  | -  | 29,5 | 43,0 | 33,1 | 69,4 | 4,8 | 1,6 | 1,5 | 0,2 | 14,3 |
| 1990-1991 | Long Beach 49ers | 28  | -  | 33,6 | 39,6 | 32,7 | 70,0 | 4,7 | 2,5 | 1,7 | 0,1 | 19,7 |
| 1991-1992 | Long Beach 49ers | 30  | -  | 37,7 | 47,1 | 36,8 | 73,4 | 4,3 | 3,2 | 1,5 | 0,3 | 18,8 |
| 1992-1993 | Long Beach 49ers | 32  | 31 | 36,4 | 52,5 | 41,2 | 77,4 | 5,3 | 2,5 | 1,8 | 0,2 | 23,1 |
| Carriera  | Carriera         | 122 | 31 | 34,3 | 45,8 | 36,2 | 72,7 | 4,8 | 2,4 | 1,6 | 0,2 | 19,0 |

### NBA

#### Regular Season
| Anno      | Squadra             | PG  | PT  | MP   | TC%  | 3P%  | TL%  | RP  | AP  | PRP | SP  | PP   |
| --------- | ------------------- | --- | --- | ---- | ---- | ---- | ---- | --- | --- | --- | --- | ---- |
| 1993-1994 | Dallas Mavericks    | 77  | 0   | 15,1 | 42,1 | 21,2 | 73,1 | 2,0 | 1,4 | 0,6 | 0,1 | 5,4  |
| 1994-1995 | Dallas Mavericks    | 79  | 31  | 21,5 | 45,9 | 38,7 | 80,0 | 2,8 | 1,7 | 0,7 | 0,2 | 9,5  |
| 1995-1996 | Dallas Mavericks    | 61  | 1   | 16,7 | 46,1 | 37,6 | 78,2 | 2,0 | 1,3 | 0,6 | 0,0 | 7,9  |
| 1996-1997 | Philadelphia 76ers  | 54  | 3   | 15,1 | 38,1 | 36,4 | 70,2 | 1,3 | 0,9 | 0,8 | 0,1 | 5,4  |
| 1997-1998 | N.J. Nets           | 50  | 0   | 13,4 | 39,0 | 30,8 | 74,5 | 1,0 | 0,8 | 0,8 | 0,1 | 3,8  |
| 1998-1999 | N.J. Nets           | 36  | 5   | 16,7 | 40,3 | 22,0 | 75,0 | 1,9 | 0,9 | 0,5 | 0,2 | 5,4  |
| 1999-2000 | N.J. Nets           | 77  | 11  | 19,6 | 42,8 | 33,0 | 79,8 | 2,4 | 1,3 | 0,8 | 0,1 | 6,7  |
| 2000-2001 | N.J. Nets           | 73  | 50  | 28,4 | 42,5 | 34,8 | 77,0 | 3,9 | 1,8 | 1,0 | 0,2 | 9,4  |
| 2001-2002 | N.J. Nets           | 74  | 0   | 21,0 | 46,4 | 37,3 | 84,2 | 2,8 | 1,6 | 0,7 | 0,1 | 9,1  |
| 2002-2003 | N.J. Nets           | 77  | 25  | 25,6 | 41,3 | 34,6 | 80,4 | 3,0 | 2,0 | 0,7 | 0,1 | 10,3 |
| 2003-2004 | N.J. Nets           | 69  | 15  | 21,8 | 40,4 | 37,6 | 84,6 | 2,0 | 2,0 | 0,6 | 0,0 | 6,9  |
| 2004-2005 | Cleveland Cavaliers | 73  | 4   | 15,5 | 39,5 | 32,3 | 81,2 | 1,7 | 0,7 | 0,4 | 0,1 | 4,3  |
| Carriera  | Carriera            | 800 | 145 | 19,6 | 42,6 | 34,8 | 79,0 | 2,3 | 1,4 | 0,7 | 0,1 | 7,2  |

#### Playoffs
| Anno     | Squadra   | PG | PT | MP   | TC%  | 3P%  | TL%  | RP  | AP  | PRP | SP  | PP  |
| -------- | --------- | -- | -- | ---- | ---- | ---- | ---- | --- | --- | --- | --- | --- |
| 1998     | N.J. Nets | 3  | 0  | 17,3 | 33,3 | 0,0  | 83,3 | 2,7 | 0,3 | 0,7 | 0,0 | 3,0 |
| 2002     | N.J. Nets | 20 | 0  | 20,9 | 48,9 | 36,4 | 83,0 | 2,7 | 0,9 | 0,7 | 0,0 | 8,9 |
| 2003     | N.J. Nets | 20 | 0  | 21,8 | 39,1 | 33,3 | 78,3 | 2,6 | 1,6 | 0,5 | 0,0 | 7,8 |
| 2004     | N.J. Nets | 11 | 0  | 16,5 | 38,8 | 25,0 | 77,8 | 2,0 | 0,9 | 0,6 | 0,1 | 5,0 |
| Carriera | Carriera  | 54 | 0  | 20,1 | 42,9 | 31,9 | 80,3 | 2,5 | 1,1 | 0,6 | 0,0 | 7,3 |